# Miyashiro (Saitama)
Miyashiro (宮代町 Miyashiro-machi?) es un pueblo en la prefectura de Saitama, Japón, localizado en el centro-este de la isla de Honshū, en la región de Kantō. El 1 de marzo de 2021 tenía una población estimada de 34 012 habitantes y una densidad de población de 2132 personas por km².

## Geografía
Miyashiro está localizado en el centro-oeste de la prefectura de Saitama. Limita con las ciudades de Kasukabe, Kuki  y Shiraoka y con el pueblo de Sugito.

## Historia
Las villas de Monma y Suka se crearon dentro del distrito de Minamisaitama el 1 de abril de 1889. Las dos se fusionaron el 20 de julio de 1955 para formar el pueblo de Miyashiro. El origen del nombre proviene de los santuarios de las villas más grandes, «Miya» del santuario de Himemiya (姫 宮 神社?) en el pueblo de Himemiya y «shiro» del santuario de Konoshiro (身 代 神社?) en el pueblo de Suka.

## Demografía
Según los datos del censo japonés, la población de Miyashiro ha crecido en los últimos 70 años.
| Gráfica de evolución demográfica de Miyashiro entre 1940 y 2015 |
|                                                                 |
| Oficina de Estadística de Japón                                 |